# Tjibbe Veldkamp
Tjibbe Veldkamp (* 19. Oktober 1962 in Groningen, Niederlande) ist ein niederländischer Autor.

## Leben
Veldkamp studierte in Groningen das Fach Psychologie und arbeitete anschließend auf diesem Gebiet. Seit 1990 schreibt er und zwei Jahre später erschien sein erstes Buch in den Niederlanden Een ober van niks. Es war von Philip Hopmann illustriert, mit dem er noch einige weitere Bücher gestaltete. In den Jahren von 1993 bis 2000 arbeitete er neben seinen Kinderbüchern auch für die niederländischen Ausgaben der Zeitschriften des Walt-Disney-Verlags.
Seit 2001 ist Veldkamp nur noch als Autor und Sprecher tätig. Er lebt in Groningen mit Frau und zwei Kindern.

## Preise und Auszeichnungen
- 1992: Hendrik-de-Vries-Stipendium für junge Autoren für sein Buch Bundel korte verhalen.
- 1993: Pluim van de maand für Een ober van nix; ebenso 1998 für 22 wezen, 2001 für Het schoolreisje und 2005 für Tim op de tegels.
- 2009: Zilveren Griffel in der Kategorie: Bestes illustriertes Buch für Agent en boef; Illustrationen Kees de Boer.
- 2010: Silberner Griffel für Tiffany Dop.
- 2023: Nienke van Hichtum-prijs für De jongen die van de wereld hield.

## Veröffentlichungen
- Bundel korte verhalen. 1992.
- Een ober van niks. Ploegsma, 1992.
- Wilbur en Otje en het kleine donker. Ploegsma, 1997.
- Wilbur en Otje. Ploegsma, 1997.
- 22 Wezen. Lemniscaat, 1998.
  - deutsch: 22 kecke Kinder. Sauerländer, Aarau/ Frankfurt am Main/ Salzburg 1999, ISBN 3-7941-4364-7.
- Het schoolreisje. Lemniscaat, 2000.
- Tim op de tegels. mit Illustrationen von Kees de Boer. Van Goor, 2004.
- Kleine Aap's grote plascircus, mit Illustrationen von Kees de Boer. Lannoo, 2005, ISBN 90-8568-101-4.
- Na-apers! mit Illustrationen von Kees de Boer. Lannoo, 2006.
  - deutsch: Affentheater: eine Geschichte. Atlantis Verlag, Zürich 2008, ISBN 978-3-7152-0559-5.
- Zop van Nop. Zwijsen, 2007.
- Agent en Boef mit Illustrationen von Kees de Boer. Lannoo, 2008.
- Tiffany Dop. Lemniscaat, 2009.
- Bert en Bart redden de wereld. mit Illustrationen von Kees de Boer. 2011.
  - Bert und Bart retten die Welt. Fischer Sauerländer, Frankfurt am Main 2013, ISBN 978-3-7373-6717-2[1]
- Kapitein Onderbroek, Erzählung. Fontein 2012.
- Bert en Bart en de zoen van de zombie. mit Illustrationen von Kees de Boer. 2014.
  - Bert und Bart und der Kuss der Zombies. Fischer Sauerländer, Frankfurt am Main 2014, ISBN 978-3-7373-5068-6.
- Verboden sneeuwballen te goolen, Lannoo, Tielt, Belgien 2015.

Übersetzungen
- Antje Damm: Fladdertje: op zijn kop. Lannoo, 2006, ISBN 90-209-6802-5.
  - Originaltitel: Fledolin verkehrt herum. Gerstenberg, 2006, ISBN 3-8067-5130-7.

## Verfilmungen
- 2001: Wilbur en Otje im niederländischen Fernsehsender VPRO in Hilversum.
- 2005: Tim op de tegels: Zeichentrickfilm für das Fernsehen durch Het Woeste Woud.